# North American XB-70 Valkyrie
Норт Аме́рикан XB-70 «Вальки́рия» (англ. XB-70 Valkyrie — Вэлкири) — проект американского сверхзвукового высотного бомбардировщика 1950-х годов. Был задуман Стратегическим авиационным командованием США как самолёт, который должен был летать со скоростью, соответствующей М=3 на высоте 21 км.
Два самолёта были построены и выполняли испытательные полёты в 1960-е годы.

## История проекта
В октябре 1954 года Стратегическое авиационное командование выпустило техническое задание на «Систему оружия 110» и объявило конкурс предварительных проектов. По заданию бомбардировщик должен был иметь дальность полёта 11 тыс. км без дозаправки на крейсерской скорости, максимально возможную скорость на максимально возможной высоте при прорыве в воздушное пространство противника на расстояние 1600—1900 км. Будущий бомбардировщик также должен был иметь возможность взлетать с обычных аэродромов.
Предполагалось, что новый самолёт заменит B-52 и будет  состоять на вооружении в 1965—1975 годах. Первоначальный заказ для ВВС США составлял 50 бомбардировщиков. Поставки намечались на 1963 год.
После рассмотрения предварительных проектов 11 ноября 1955 получили заказы на продолжение своих разработок две фирмы: North American и Boeing.
Проект самолёта North American предполагал максимальный взлётный вес 340 тонн и конструирование машины связано с рядом больших технических трудностей. Проект был отклонён. Предложение фирмы Boeing также не удовлетворило заказчика.
Разработчики внесли ряд изменений, уменьшили взлётный вес и перепроектировали самолёты на бороводородное топливо (пентаборан), обладающее значительно большей энергией сгорания, чем традиционное углеводородное топливо (69 МДж/кг у пентаборана против 43 МДж/кг для керосина). Проекты обещали хорошие технические характеристики, например, крейсерское число Маха между 1,5 и 2,0. В конструкции был учтён опыт последних исследований НАСА в сверхзвуковой аэродинамике — на треугольном крыле появились отклоняемые законцовки.
Проект компании North American Aviation XB-70 был признан перспективным и 23 декабря 1957 года она была объявлена победителем. Имя «Валькирия» было выбрано в результате большого конкурса.
Предполагалось, что «Валькирию» в полете будет сопровождать сверхзвуковой перехватчик XF-108 «Рапира», который предназначался также и для обороны от ожидаемых аналогичных советских бомбардировщиков. Ради экономии средств ряд систем и двигатели самолётов были одинаковыми.
Однако, затем выявился ряд обстоятельств, заставивший правительство сократить проект до исследовательского: бороводородное топливо оказалось токсичным и дорогим; развивалось ракетное оружие, ставившее под вопрос саму необходимость в пилотируемых бомбардировщиках; у СССР появились зенитно-ракетные комплексы, делающие XB-70 уязвимым даже на большой высоте, что продемонстрировало уничтожение U-2 под Свердловском 1 мая 1960 года. Поэтому жизнеспособность программы создания высотных скоростных тяжёлых бомбардировщиков оказалась под вопросом, и она была изменена в сторону исследовательской для изучения аэродинамики, двигателей и других вопросов, связанных с большим сверхзвуковым самолётом. Министерство обороны решило, что эффект от проекта не оправдывает его стоимость и вместо планировавшихся трёх исследовательских самолётов в июле 1964 ограничило программу созданием двух двухместных испытательных самолётов. Предлагались также варианты переоборудования «Валькирии» в пассажирский и транспортный самолёты.

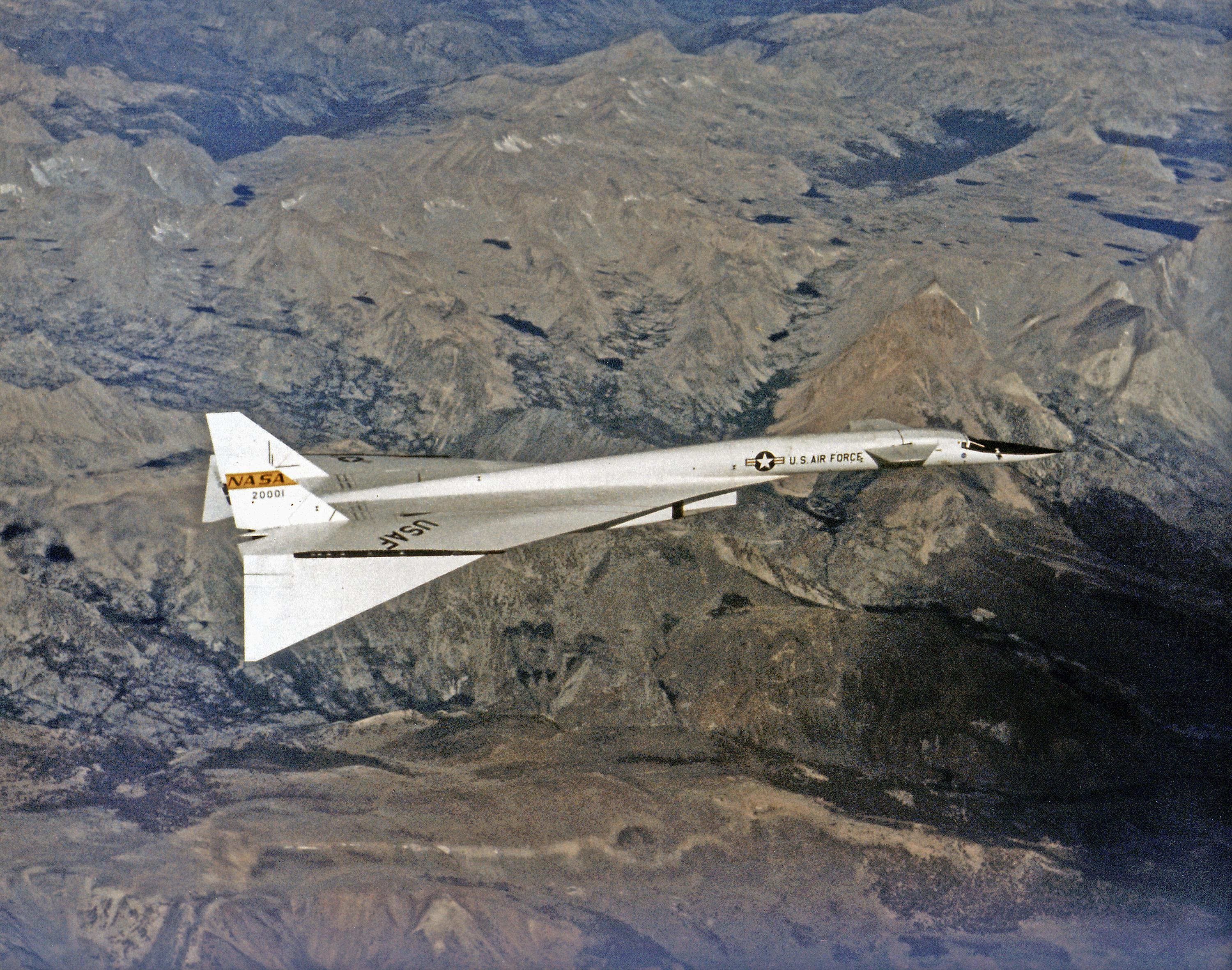
XB-70 «Валькирия» в полёте (законцовки крыла опущены)
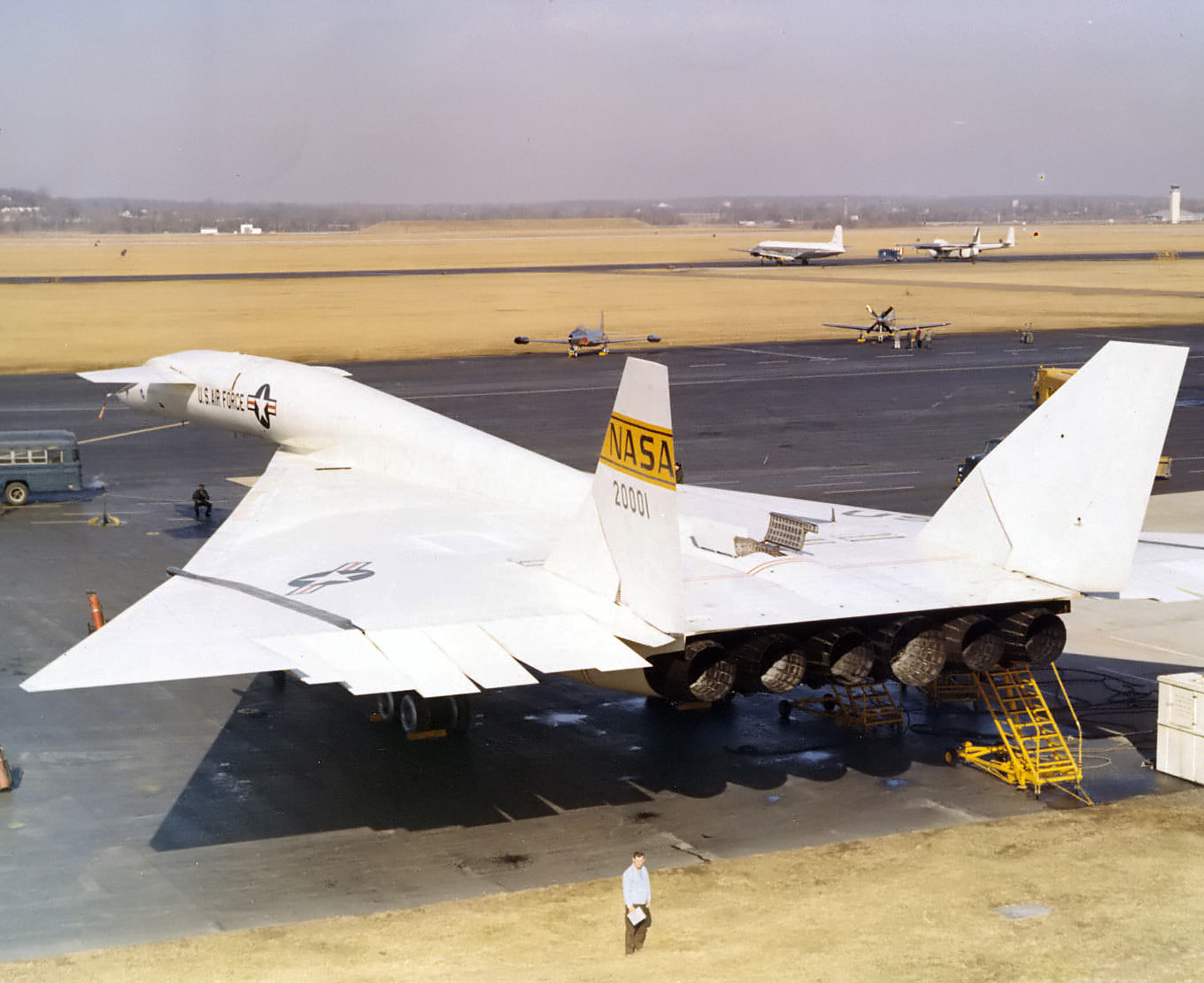
XB-70 вид со стороны хвостовой части на авиабазе Райт-Паттерсон[англ.]. Развитая механизация крыла

## Конструкция

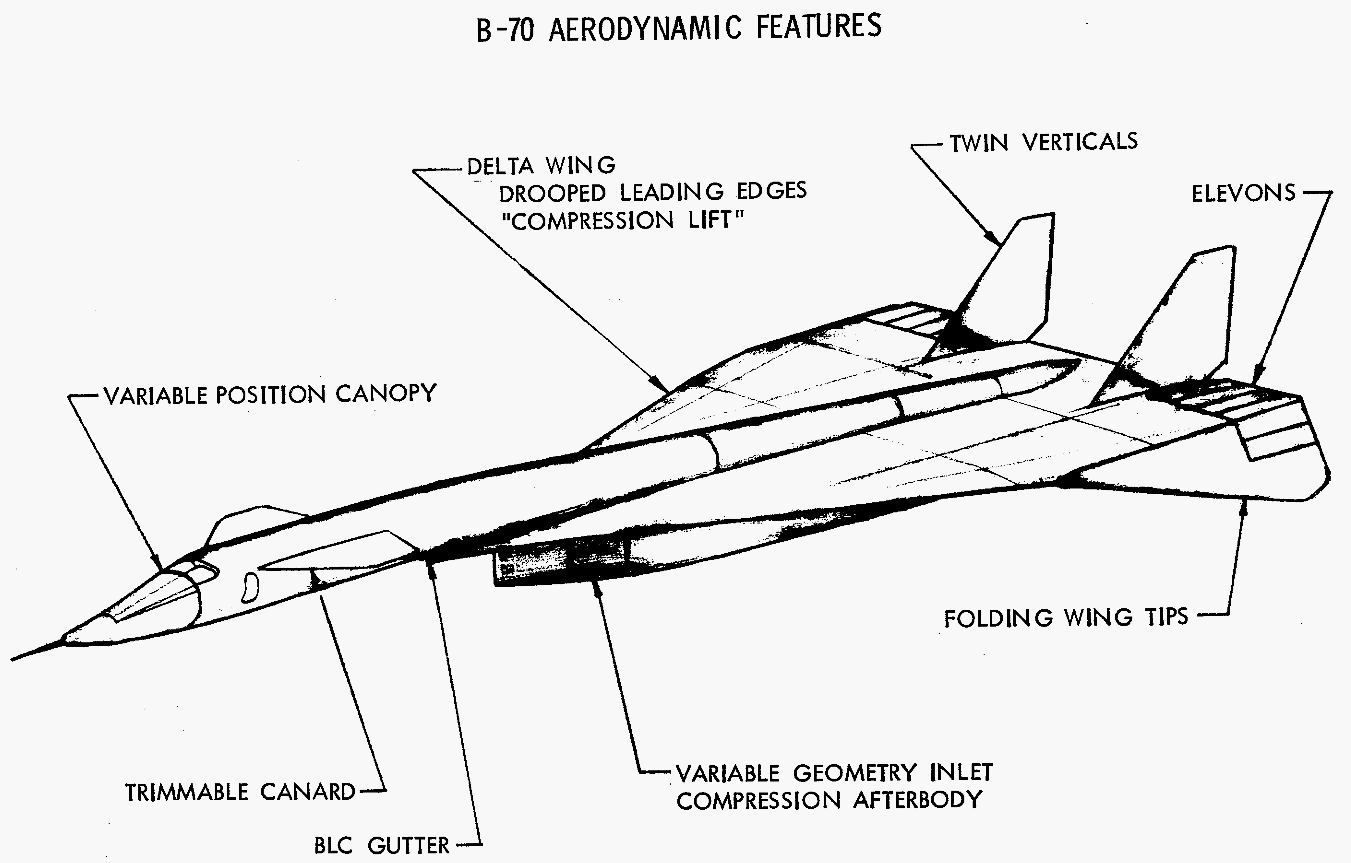
Окончательный проект-предложение компании North American Aviation WS-110A (1957 год), который строился как B-70. Здесь BLC boundary layer control – управление пограничным слоем – всасывание, использованное для сглаживания воздушного потока на входе в воздухозаборники

Самолёт выполнен по схеме «бесхвостка с передним горизонтальным оперением (ПГО)» и двумя килями. ПГО использовалось на сверхзвуковых скоростях для балансировки машины (оно свободно отклонялось на дозвуковых скоростях и жёстко фиксировалось на сверхзвуковых).

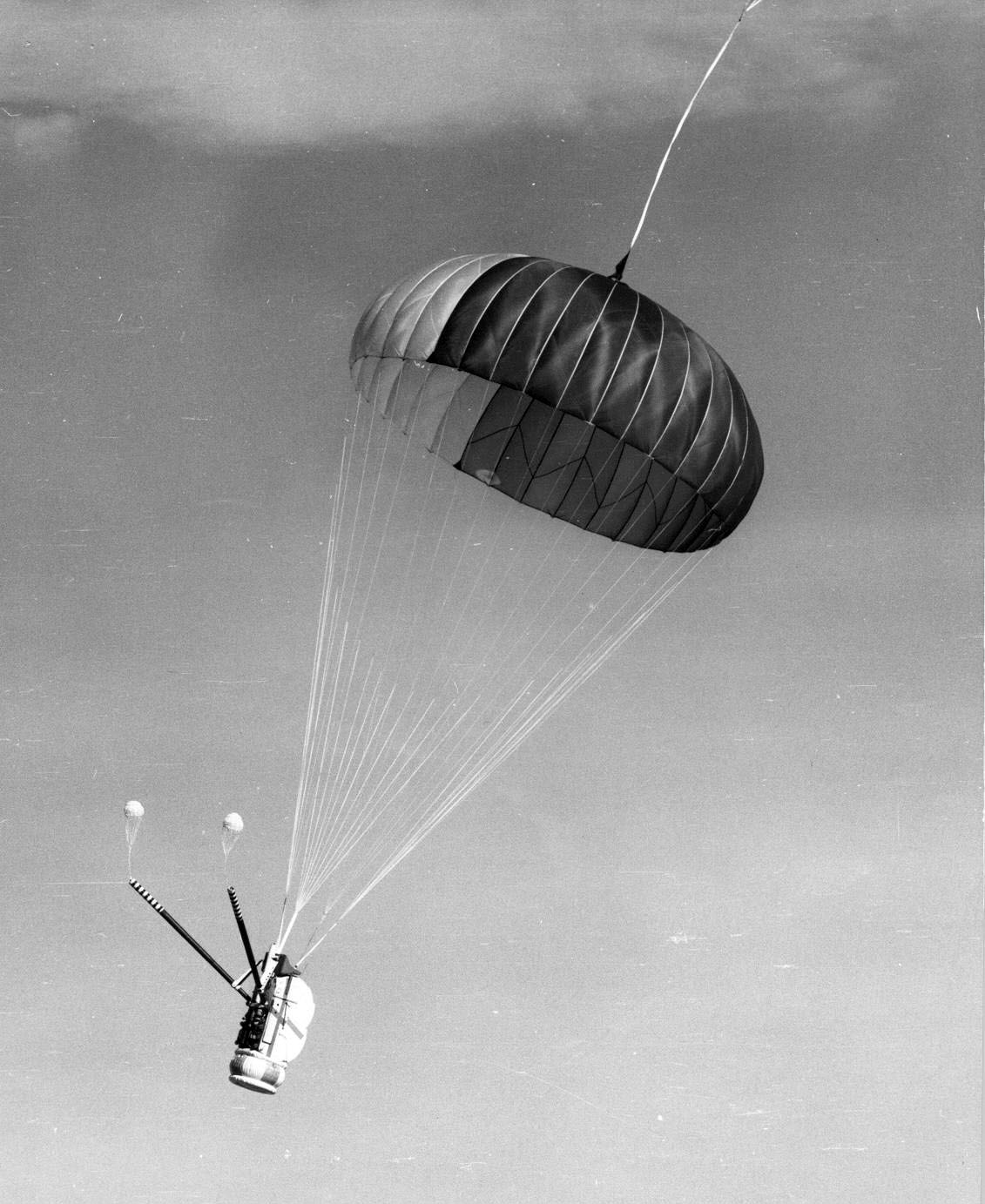
Катапультируемая капсула экипажа XB-70 во время испытаний

При полёте со скоростью М=3 в результате кинетического нагрева температура носовой части фюзеляжа и передних кромок крыла достигала 330 °С, при этом температура остальных участков составляла порядка 246 °С. Для работы при таких температурах в конструкции ХВ-70 были широко использована  нержавеющая сталь марки PH15-7 Mo (Armco Steel Corp.) в виде сотовых панелей, на долю которой приходилось 68 процентов массы конструкции. Суммарная площадь панелей на каждом XB-70A составляла порядка 1900 квадратных метров. Сотовые панели использовались в наиболее теплонапряжённых участках фюзеляжа и в носках крыла. Каждая панель состояла из двух тонких листов нержавеющей стали, соединённых с противоположных сторон с внутренним сотовым заполнителем методом пайки. Толщина обшивки сотовых панелей в отдельных случаях составляла всего 0,50 мм. В перечне реализованных свойств этого материала компанией NAA указаны:
- небольшая масса;
- высокая прочность;
- гладкая поверхность (для аэродинамики);
- низкая теплопередача от обшивки конструкции при температурах 230-340 °C;
- стабильная прочность при высоких температурах;
- сопротивление усталости;
- жёсткость.

Вторая марка стали H-11 (Allegheny Ludlum Steel Corp., массовая доля в конструкции 17 процентов) - высокопрочная хромомолибденованадиевая инструментальная сталь с уровнем прочности σB= 210…220 кгс/мм2. Из неё выполнены многие ответственные элементы конструкции, в том числе шасси, механизмы отклонения законцовок крыла, главные лонжероны передней части фюзеляжа и центроплана над отсеками двигателей. Использованы также нержавеющая сталь АМ-355 (массовая доля 4 процента) — соединительные элементы и силовые приводы, и никелевый сплав Рене-41 (массовая доля 2 процента) — для изготовления критических элементов в отсеке двигателей.
Вторыми по значению жаропрочными материалами были три титановых сплава Ti-6Al-4V, Ti-4Al-3Mo-1V и Ti-7Al-4Mo. На долю титановых сплавов приходилось от 8 до 9 процентов массы конструкции планера. Первый в основном применялся в виде листа толщиной от 0,76 до 1,78 мм, из него выполнена обшивка передней части фюзеляжа длиной 18 метров. Второй сплав применён в элементах внутреннего набора передней части фюзеляжа, из третьего сплава Ti-7Al-4Mo изготовлены различные поковки и прессованные элементы. На долю листового титана приходилось 50 процентов общей массы титана, 25 процентов приходилось на плиты толщиной от 19 до 25 мм, остальное на поковки и прессованные детали.
Помимо использования  этих материалов, для охлаждения критических элементов конструкции применялось циркулирующее топливо, служившее теплопоглотителем. Нагретое топливо подавалось непосредственно в двигатели.
В конструкции треугольного крыла и переднего горизонтального оперения использовались сотовые панели из нержавеющей стали, а также названные титановые сплавы.
Края крыла отклонялись на 65 градусов вниз. Они удерживали под крылом сверхзвуковую ударную волну, при этом служили ещё и килями. Они были спроектированы так, чтобы увеличивать давление под крылом за счёт скачков уплотнения.
Исследования в аэродинамической трубе показывали, что отклоняемые законцовки треугольного крыла позволяют на высоких скоростях увеличить отношение подъёмной силы к сопротивлению воздуха, и этот эффект лёг в основу конструкции крыла «Валькирии» — считается, что такое решение позволило увеличить аэродинамическое качество на 30 процентов. Однако компрессионная подъёмная сила остаётся противоречивой теорией, и на сегодняшний день «Валькирия» — единственный самолёт такого размера, когда-либо использовавший отклоняемые вниз законцовки крыла.

### Передняя часть фюзеляжа и кабина
Подобно другим тяжёлым машинам с треугольным крылом, рассчитанным на полёт с высокими сверхзвуковыми скоростями, на XB-70 использованы решения, обеспечивающие отклонение элементов конструкции и переднего остекления кабины пилотов, позволяющие пилотам вести наблюдение при взлёте и посадке машины.
В отличие от Конкорда и Ту-144, использующих отклоняемый вниз носовую часть фюзеляжа (носовой обтекатель) англ. Droop-nose, конструкция носовой части XB-70 предусматривала отклонение вниз лишь верхней части обтекателя – его верхней панели (которая заходила внутрь нижней части неподвижного обтекателя), а также изменение угла установки лобового остекления. Последнее занимало близкое к вертикальному положение, наклон 24 градуса.
Система катапультирования предполагала смещение кресел пилотов назад перед выброской их из самолёта.

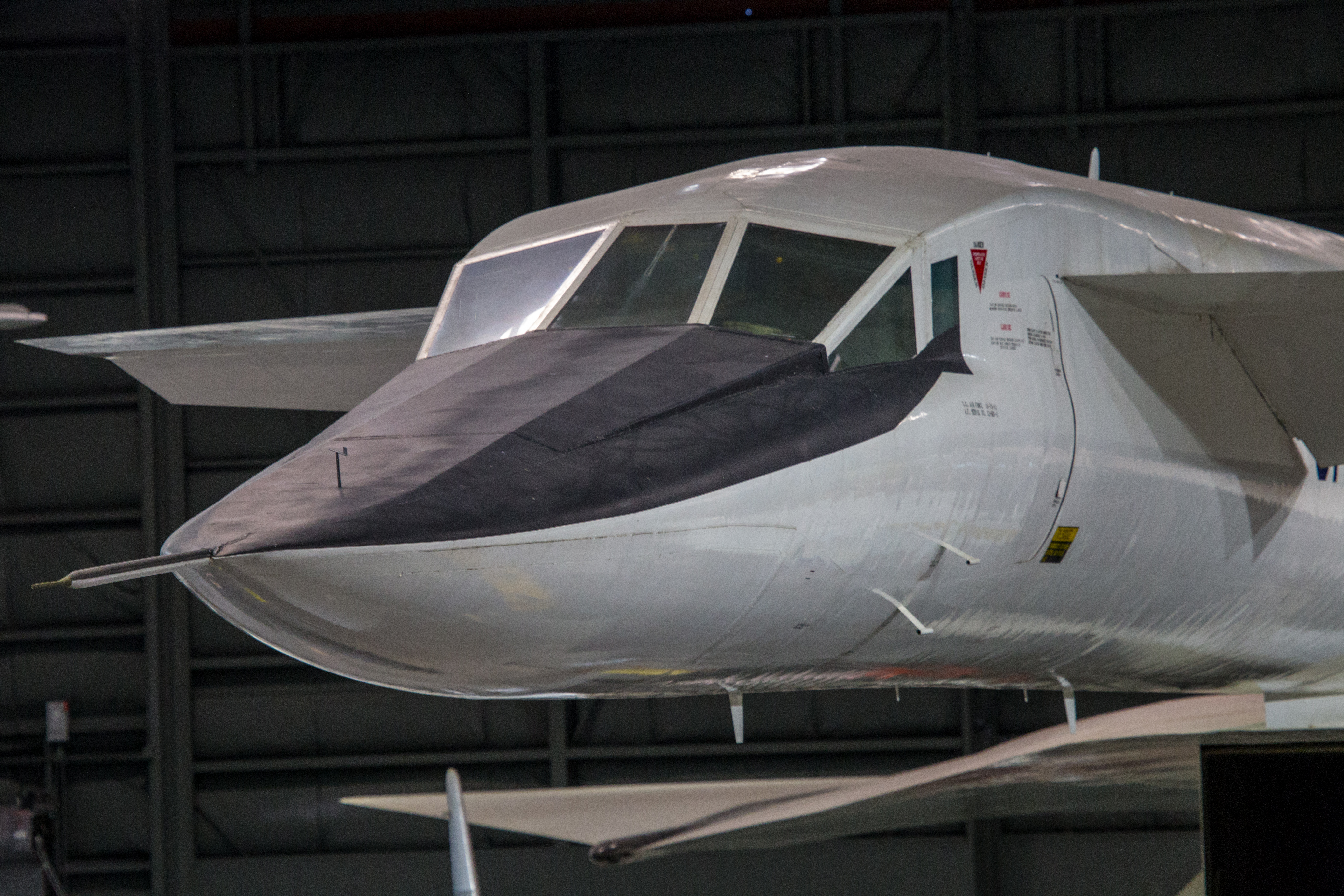
Козырёк остекления кабины опущен вместе с верхней панелью носового обтекателя. Режим взлёта и посадки
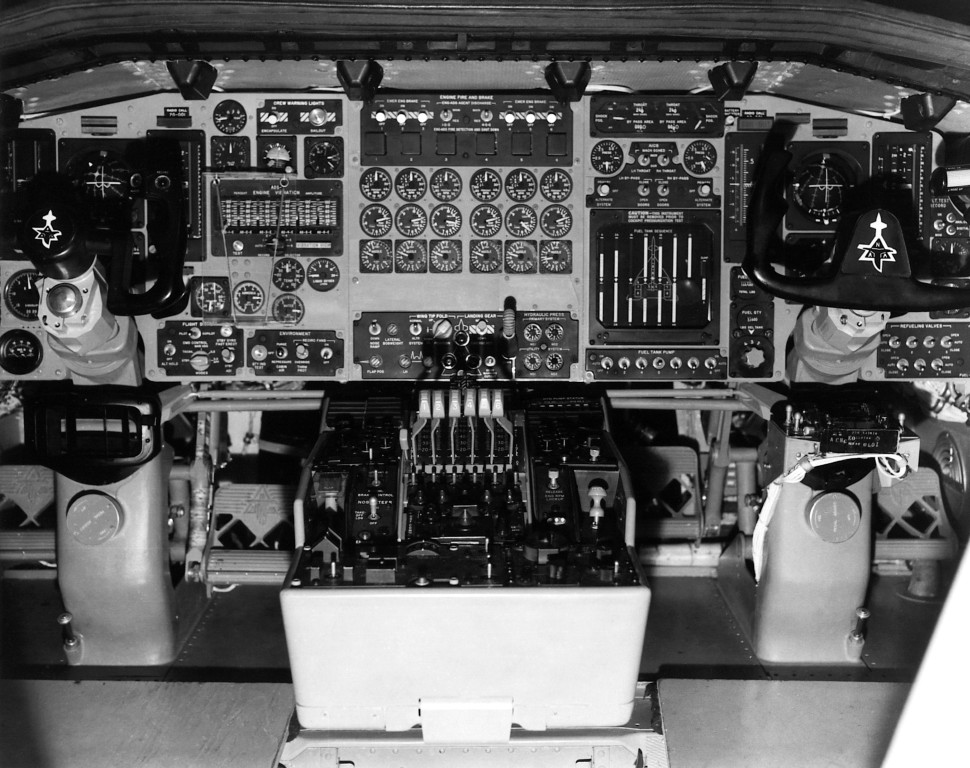
Кабина «Валькирии». Лобовое стекло находится практически в горизонтальном положении
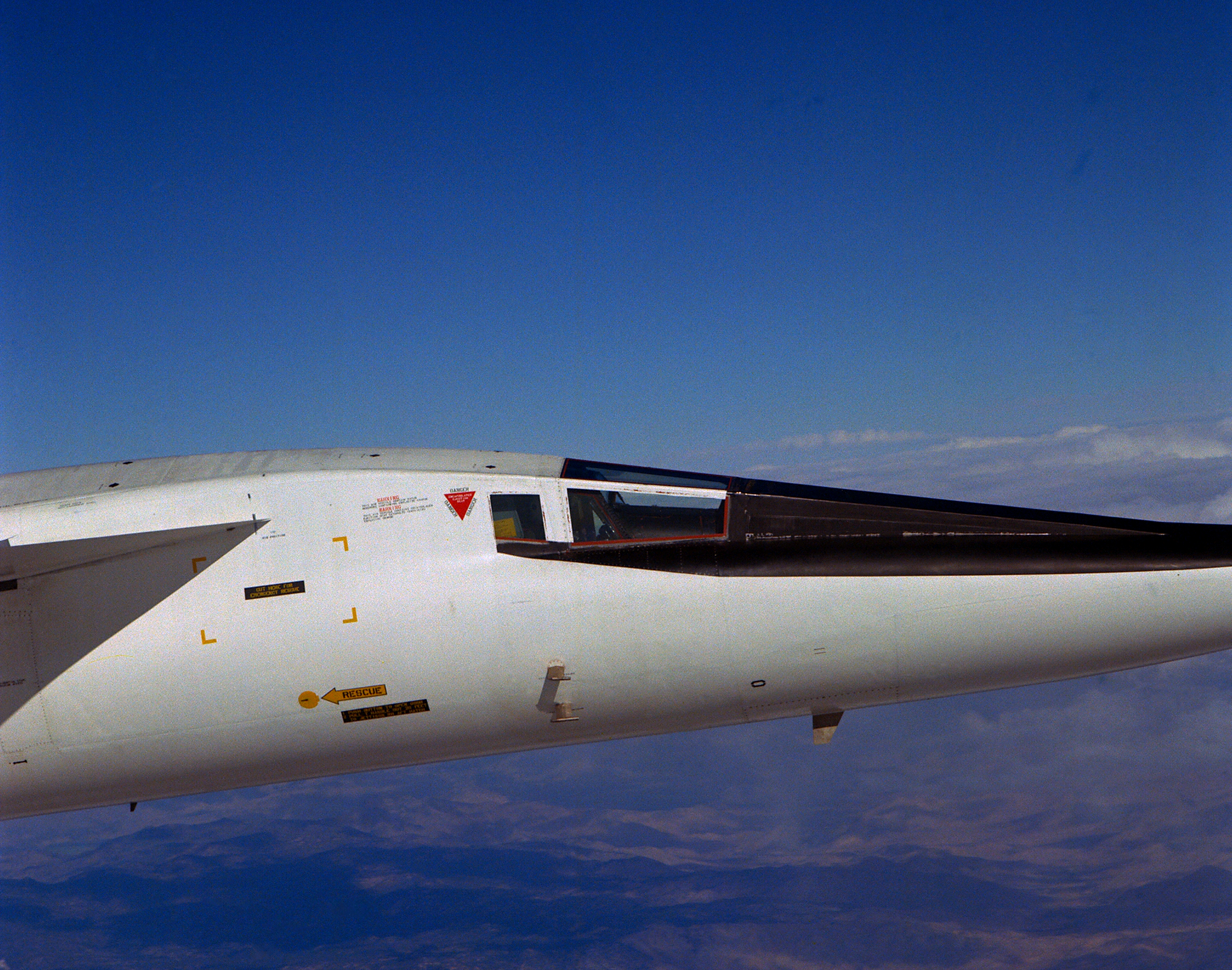
Положение лобового остекления (козырька) кабины при высокоскоростном полёте. Козырёк находится в поднятом положении

## Полёты
Опытные лётные характеристики XB-70
Максимальная продолжительность полёта: 3:40 часа (6 января 1966)
Максимальная скорость: 3250 км/час (12 января 1966)
Максимальная высота: 23 000 м (19 марта 1966)
Максимальное число Маха: М=3,08 (12 апреля 1966)
Длительность полёта при М=3: 33 минуты (19 мая 1966)
Суммарная длительность полётов при М=3: 108 минут/ в 10 полётах
Первый полёт самолёт «Валькирия» № 1 совершил 21 сентября 1964 года. В нём сразу же обнаружились различные неполадки и проявились изъяны, например, разрушение сотовых панелей крыла, которые в изготовлении оказались сложнее, чем ожидали проектировщики. На самолёте постоянно случались утечки в гидравлической и топливной системах, а также возникли проблемы с необычно сложной конструкцией шасси. 7 мая 1965 во время полёта передняя кромка разделителя половинок воздухозаборника разрушилась и её обломки попали в двигатели. Все 6 двигателей были списаны.
14 октября 1965 при первом полёте со скоростью выше M=3 давление сорвало с передней кромки левого полукрыла 60 см сотовых панелей. Было решено ввести для 1-го прототипа ограничение по числу Маха до M=2,5.
Проблемы ячеистой конструкции были почти полностью решены на самолёте № 2. Проблем с гидравликой на нём не возникало, а на № 1 они были постепенно устранены.
«Валькирия» № 2 совершила первый полёт 17 июля 1965, а 19 мая 1966 преодолела расстояние в 3900 км за 91 минуту, поддерживая скорость M=3 в течение 33 минут полёта.
Катастрофа
Программа испытаний проходила успешно до 8 июня 1966, когда «Валькирия» № 2 попала в катастрофу во время показательного полёта для рекламного ролика производителя двигателей Дженерал Электрик.
В 8:27 утра свои места в кабине XB-70A заняли Эл Уайт (англ. Alvin Swauger White) — лётчик-испытатель, выполнивший первые полёты на обоих прототипах, и второй пилот — майор Карл Кросс (англ. Carl Cross). Это был 46-й полёт самолёта № 2 и первый полёт Кросса. 

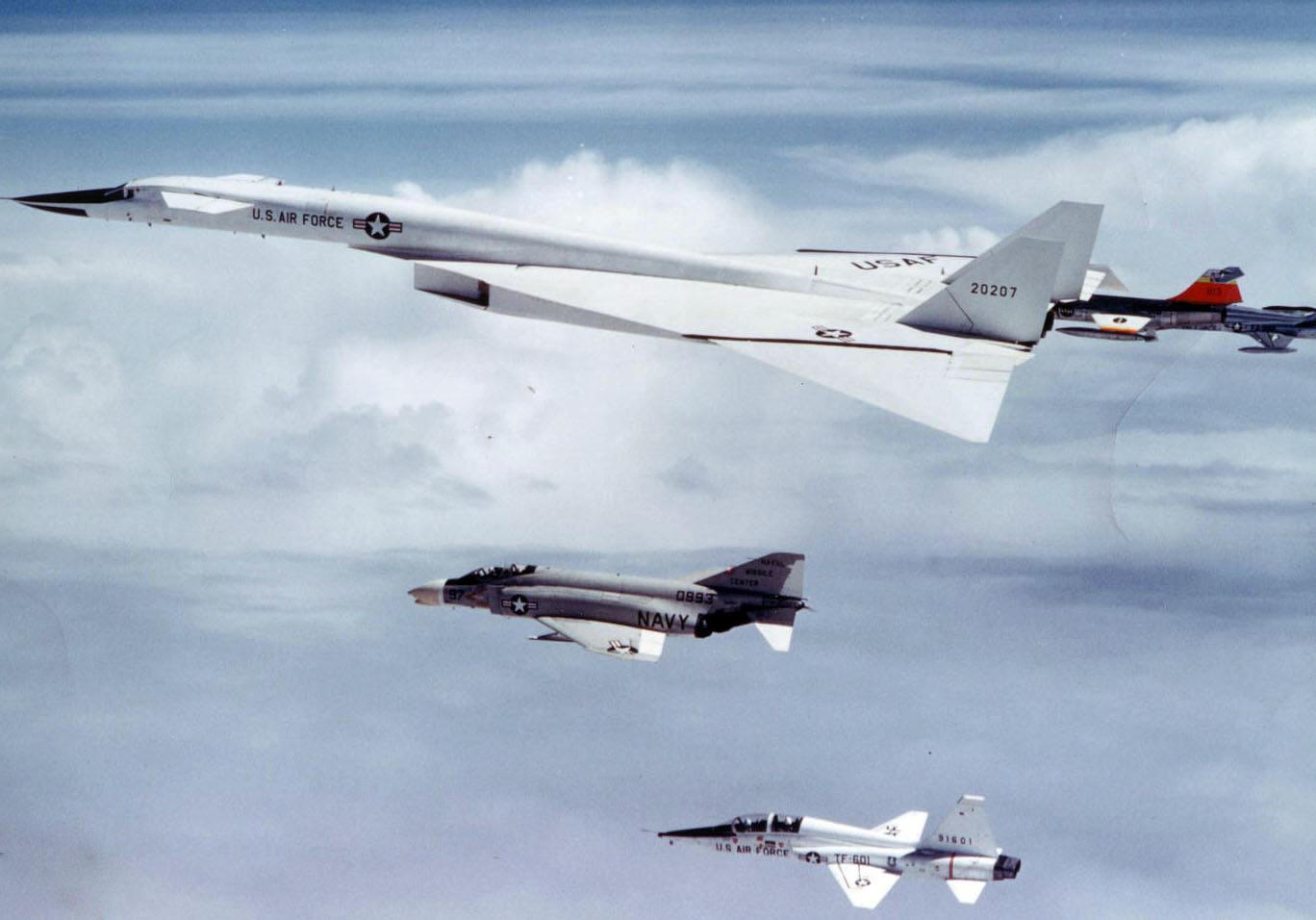
Кадры снятые за несколько минут до катастрофы.
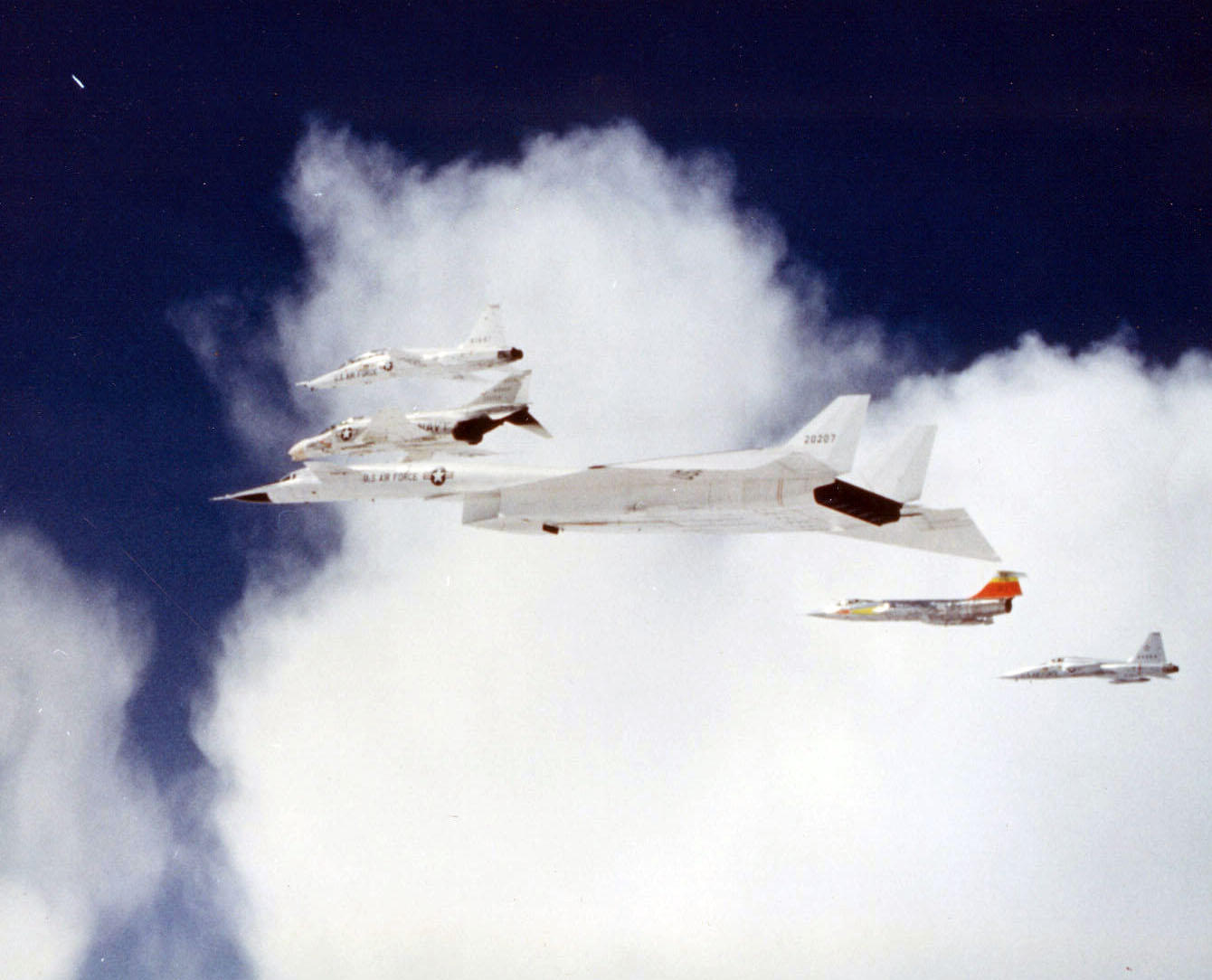
Видно все пять самолётов.

Когда самолёты, пробив облачность, выстроились для съёмки, F-104, летевший справа от «Валькирии», задел своим левым крылом за опущенную законцовку правого крыла бомбардировщика, перевернулся через его фюзеляж, отбив ему оба киля, ударился о левую консоль и взорвался — произошедшее удалось запечатлеть на фотографии. 

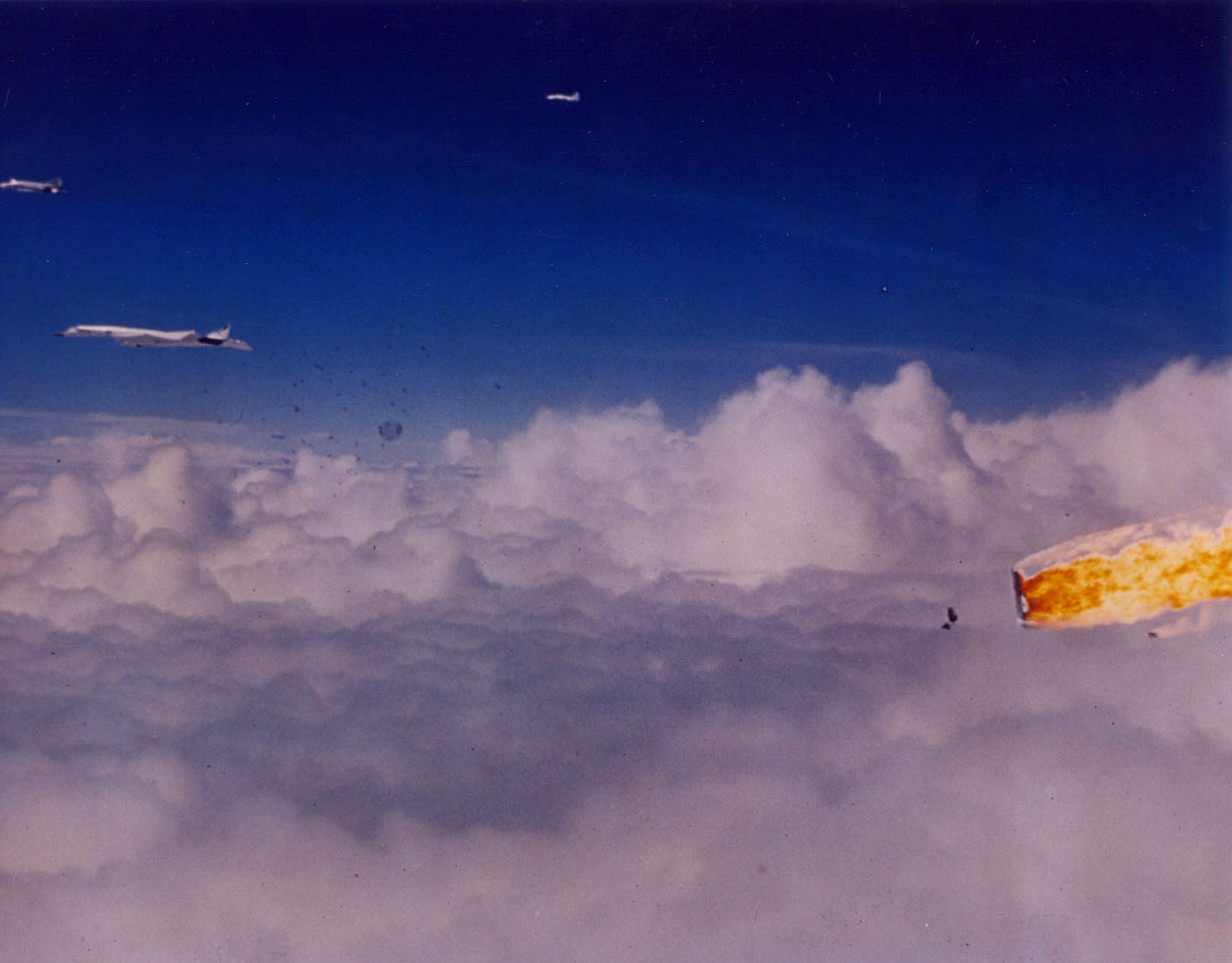
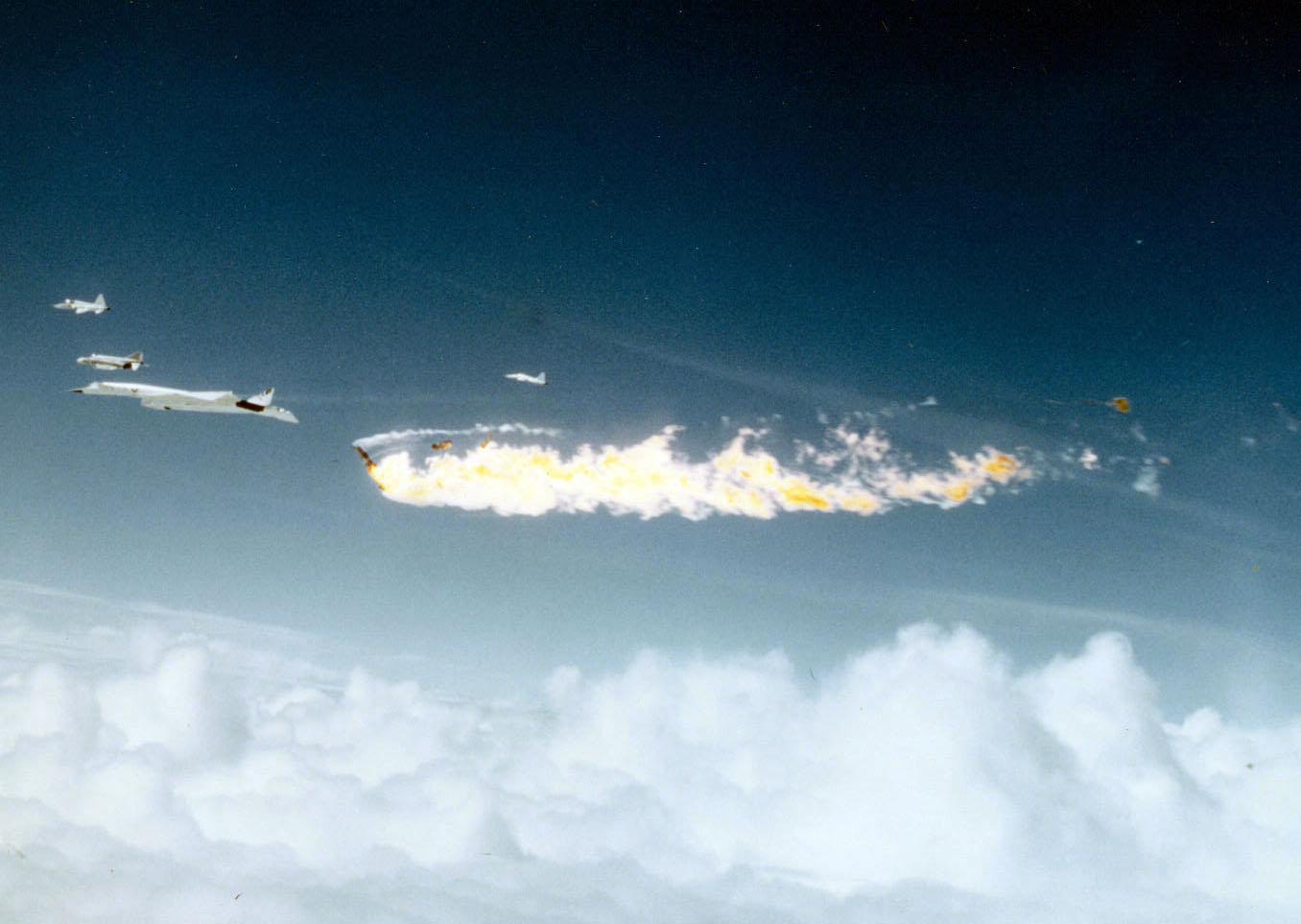

Пилоты бомбардировщика не сразу поняли, что произошло — 71 секунду после столкновения «Валькирия» ещё продолжала прямолинейный полёт, затем потеряла равновесие, перевернулась через крыло, вошла в штопор и упала. 

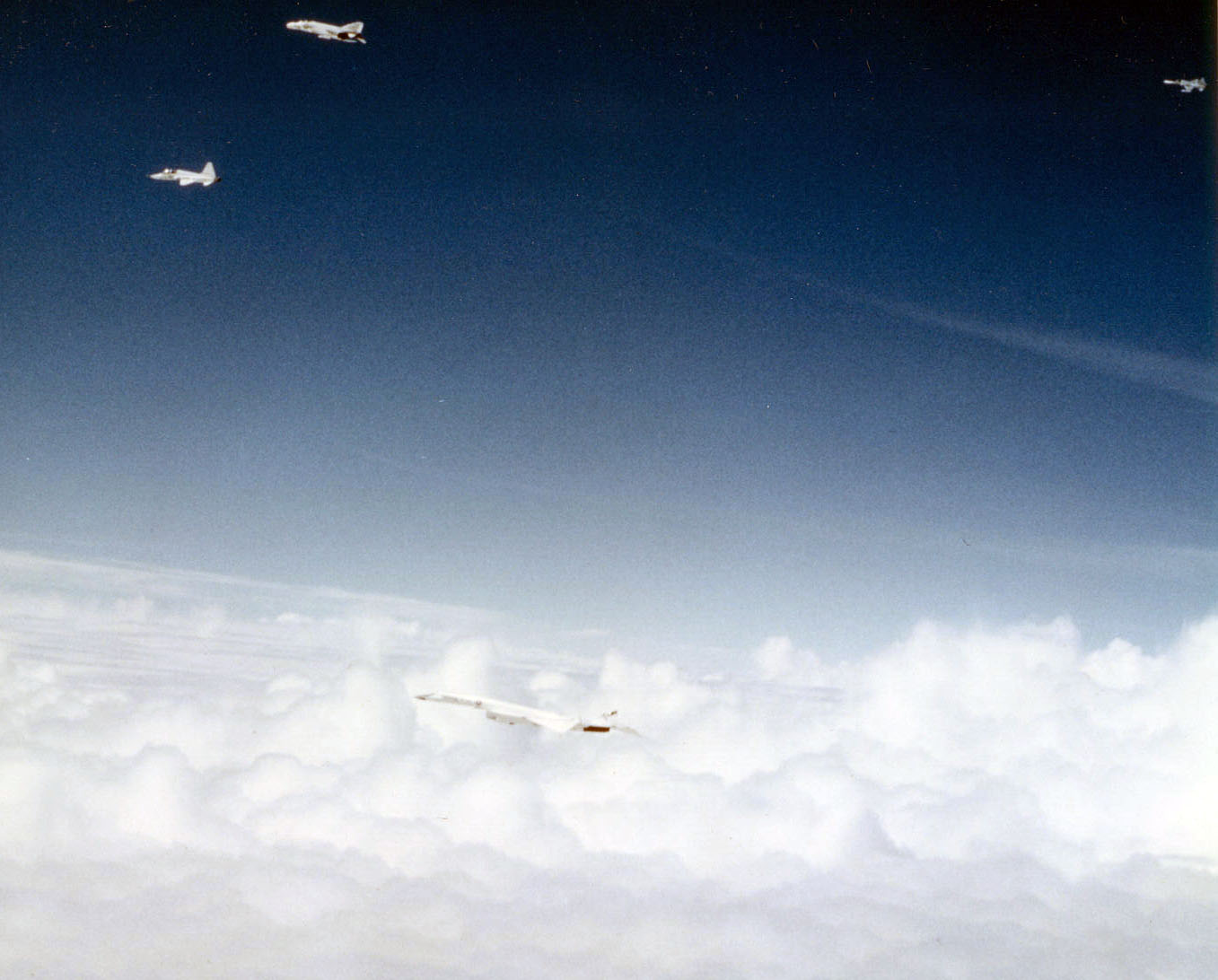
«Валькирия» летит с отбитым после столкновения килем.
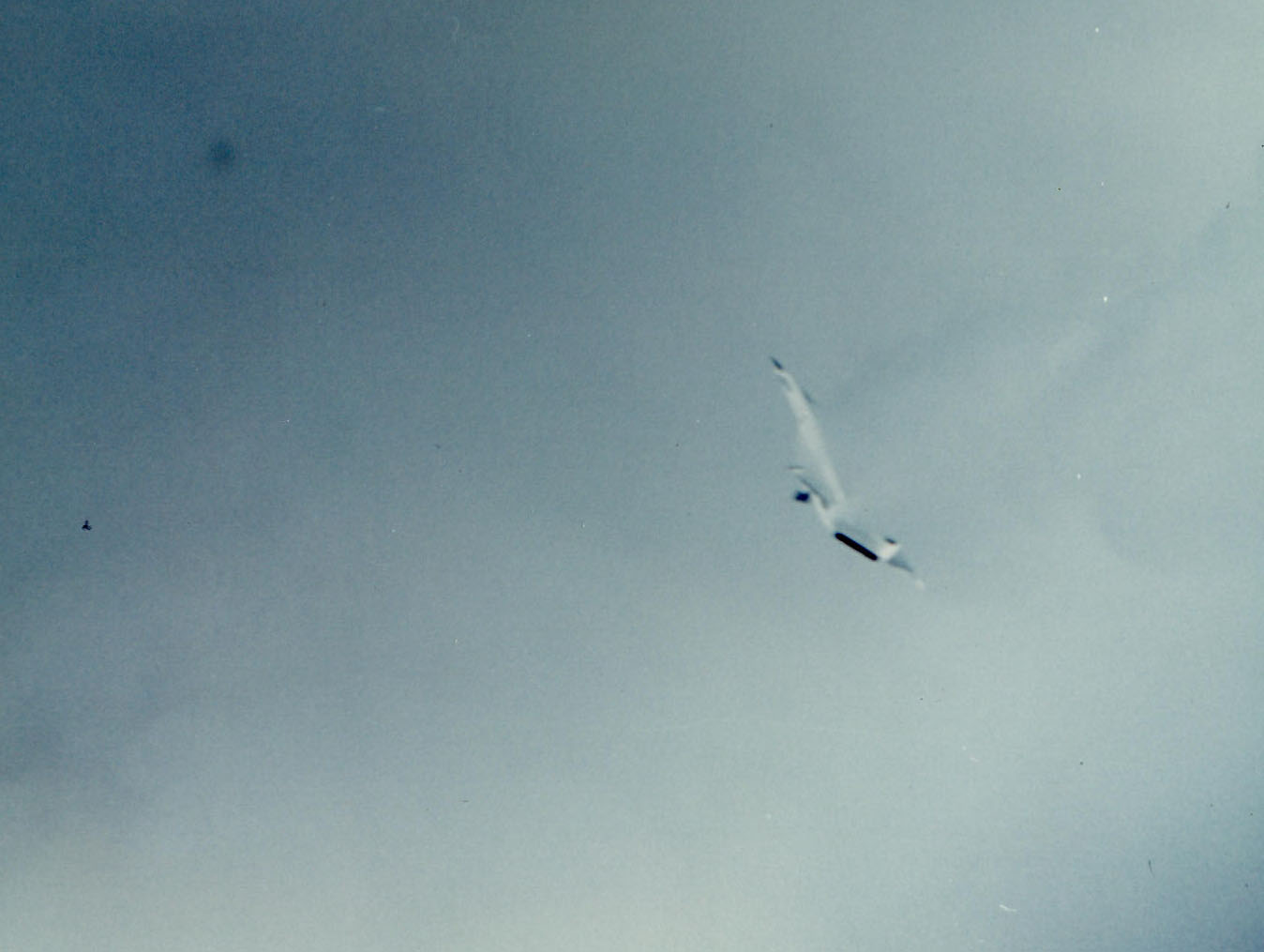
Вскоре входит в штопор.
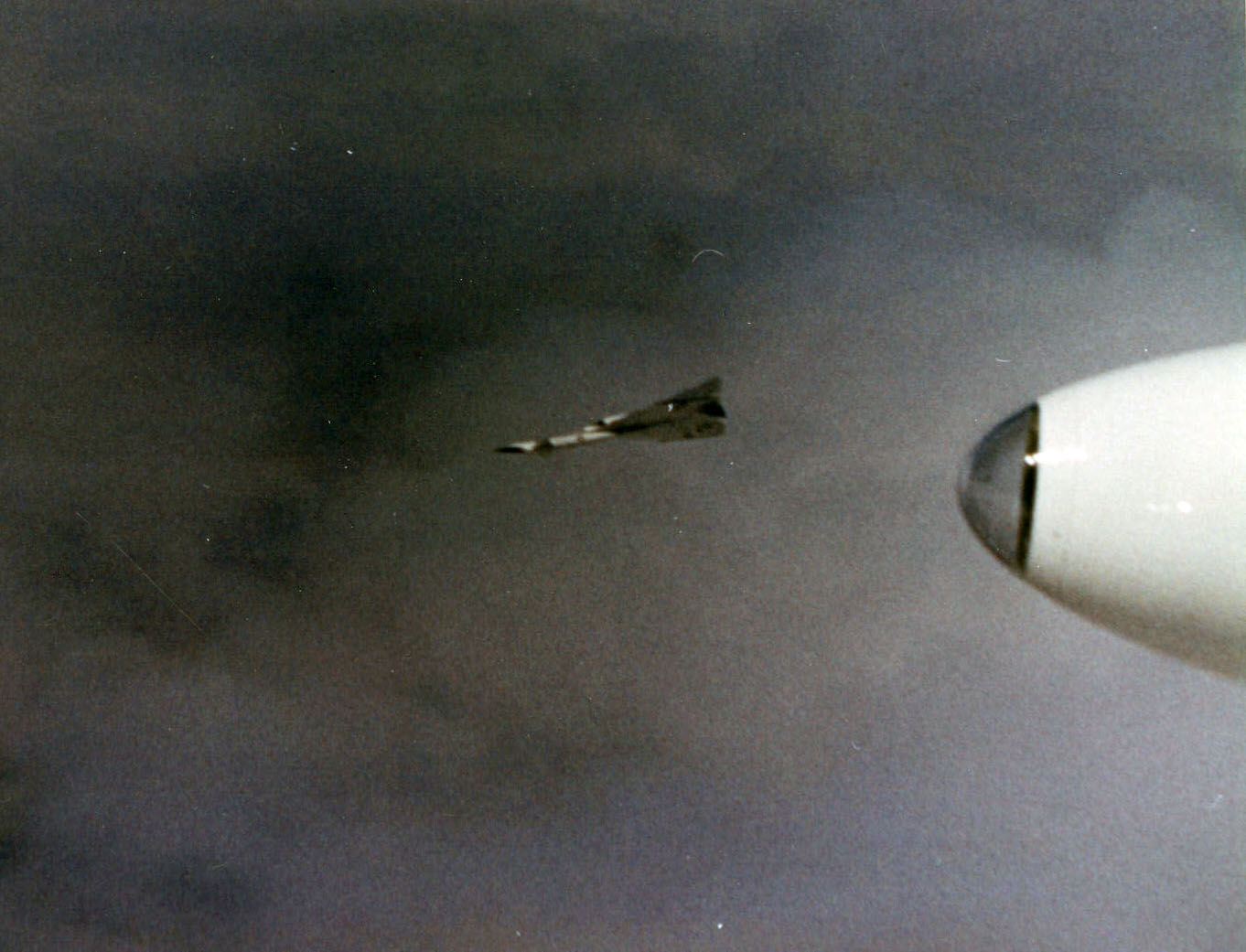
Полностью теряет контроль и падает на землю.

Спастись удалось только Уайту, который успел катапультировать свою капсулу буквально в последние секунды перед падением. Его лежащий на земле парашют заметили со спасательного вертолёта в 20 километрах от обломков XB-70A. Приземление капсулы с полураскрытым парашютом произошло очень грубо. Уайт получил серьёзные травмы и три дня не приходил в сознание. От самого бомбардировщика мало что осталось. Носовую часть, в которой находился Кросс (считается, что он потерял сознание от перегрузок), разорвало на несколько частей. Вероятно, машина взорвалась ещё в воздухе. Уайт поправился, но больше никогда не летал.
Первый самолёт с ограниченными возможностями технической эксплуатации продолжил испытания и выполнил 33 полёта. 
Программа была закрыта и 4 февраля 1969 «Валькирия» № 1 перелетела в Национальный музей ВВС США на базе ВВС Райт-Паттерсон в Дейтоне, штат Огайо.

## Самолёты
- Макет в натуральную величину был построен в феврале 1959 года.
- XB-70A № 1 — (NA-278) 62-0001, 83 полёта, общей длительностью 160 ч. 16 мин. — хранится в Национальном Музее ВВС США
- XB-70A № 2 — (NA-278) 62-0207, 46 полётов, общей длительностью 92 ч. 22 мин. — уничтожен в результате катастрофы 8 июня 1966 к северу от Барстоу, штат Калифорния, пилот ВВС майор Карл С. Кросс — погиб.
- XB-70B № 3 — (NA-274) 62-0208 изначально должен был стать первым самолётом модели YB-70A в марте 1961, был самым передовым прототипом, не достроен в связи с отменой программы в марте 1964.
- YB-70A — планировавшиеся 10 дополнительных улучшенных прототипов отменены в декабре 1960. Они должны были быть после окончания тестов модифицированы до модели B-70A.
- B-70A — планировался флот из 50 работающих бомбардировщиков (с топливными баками на крыльях), проект отменён в декабре 1959.
- RS-70 — альтернативный проект флота из 50 бомбардировщиков-разведчиков (с возможностью дозаправки в воздухе) рассматривался в феврале 1959.

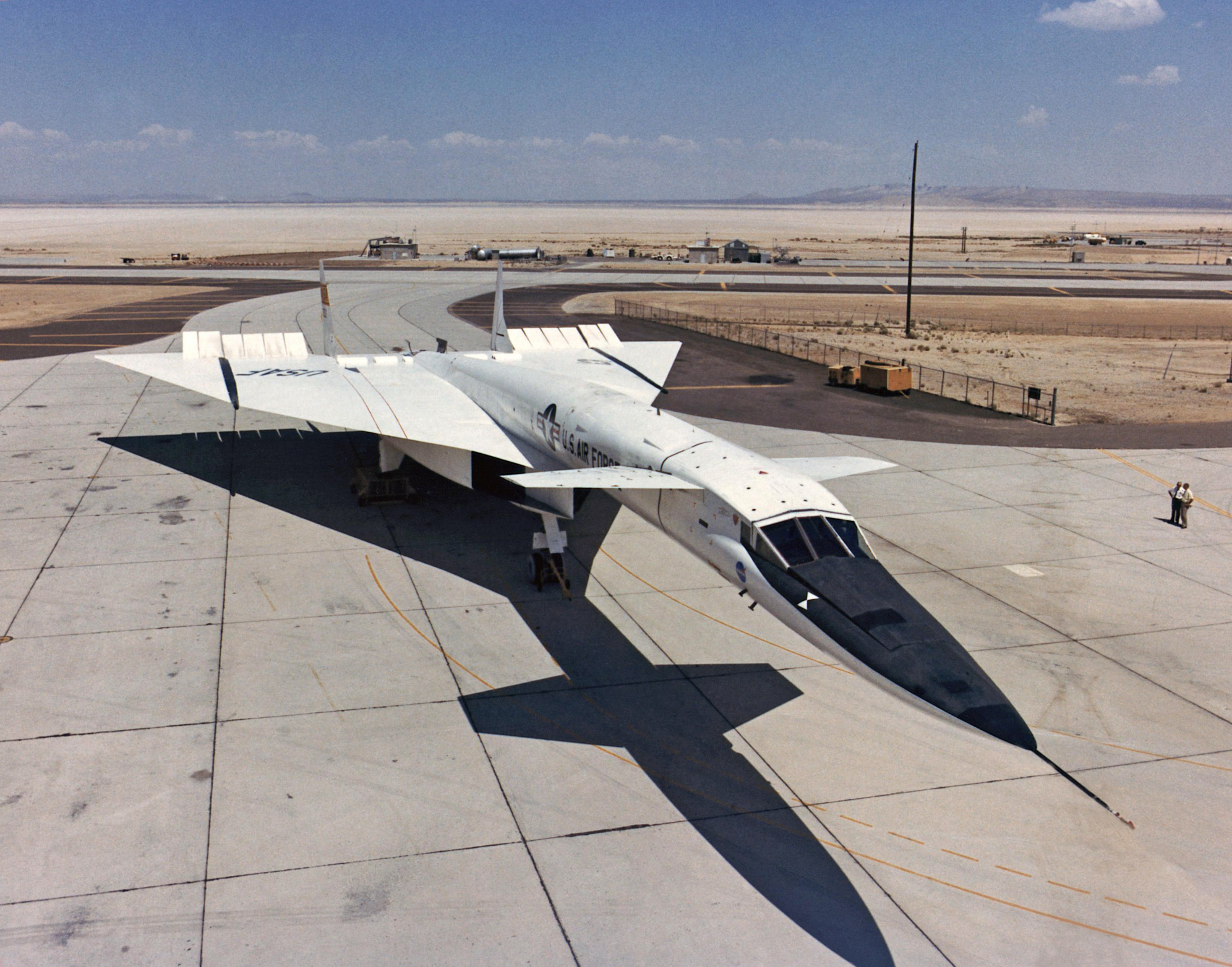
«Валькирия» на базе ВВС США. Характерная белая окраска бомбардировщика — внешняя обшивка покрыта термостойкой эмалью с улучшенной отражательной способностью в расчёте на действие светового/теплового излучения ядерного взрыва. Планировалось включение в состав наступательного вооружения ядерные бомбы мощностью 20 Мт.

### Ответ СССР
В начале 1960-х годов Совет Министров СССР, а также Министерство обороны СССР были сильно обеспокоены разработкой в США сверхзвукового стратегического бомбардировщика межконтинентальной дальности. Сверхзвуковая скорость, стратосферная высота (до 30 км) делали этот самолёт практически недосягаемым для советской ПВО. Изучив возможную опасность такого бомбардировщика, правительство и Министерство обороны СССР выдвинули задание на проектирование сверхзвукового высотного истребителя-перехватчика, способного перехватывать и уничтожать подобные бомбардировщики на высотах до 30000 метров и скорости до 3200 км/ч. Задание на разработку такого истребителя перехватчика получило КБ Микояна-Гуревича. Проект нового истребителя получил обозначение Е-155. Первый опытный образец нового истребителя-перехватчика был готов к декабрю 1963 года. Первые испытания изделия Е-155 начались в начале 1964 года. Позднее новый истребитель-перехватчик получил обозначение МиГ-25. Испытания и доводка МиГ-25 проводились ускоренными темпами, так как уже тогда в СССР серьёзно относились к возможностям машин типа XB-70. МиГ-25 был принят на вооружение в 1970 году, и хотя проект «Валькирии» к тому времени был уже закрыт, сыграл решающую роль в судьбе всего этого класса бомбардировщиков. Спецслужбы США знали о появлении в СССР нового истребителя-перехватчика, способного противостоять машинам типа XB-70 в любом диапазоне высот и скоростей полёта. Разработки советского сверхзвукового  стратегического бомбардировщика в 1950-х—1960-х годах вылились в  постройку опытного бомбардировщика (М-50). Ряд других проектов (А-57, М-56, Ту-135) так и не дошёл до стадии постройки натурных образцов.

## Тактико-технические характеристики
Приведённые характеристики соответствуют модификации XB-70A (AV-1, s/n 62-0001).
Источник данных: Standard Aircraft Characteristics 

Технические характеристики
- Экипаж: 2 пилота
- Длина: 59,74 м
- Размах крыла: 32,0 м
- Высота: 9,36 м
- Площадь крыла: 585,0 м²
- Стреловидность по линии 1/4 хорд: 58°
- Коэффициент удлинения крыла: 1,75
- Средняя аэродинамическая хорда: 23,94 м
- Колея шасси: 7,07 м
- Масса пустого: 104 877 кг
- Максимальная взлётная масса: 236 347 кг
- Максимальная посадочная масса: 134 396 кг
- Масса в бою: 154 718 кг
- Масса топлива во внутренних баках: 123 859 кг
- Объём топливных баков: 165 218 л
- Силовая установка: 6 × ТРДФ General Electric YJ93-GE-3
  - Бесфорсажная тяга: 6 × 88,52 кН (9026 кгс) (максимальная)
    - нормальная: 6 × 78,73 кН (8028 кгс)

  - Форсажная тяга: 6 × 124,55 кН (12700 кгс)
  - Длина двигателя: 6,0 м
  - Диаметр двигателя: 1,375 м
  - Сухая масса двигателя: 2368 кг

Лётные характеристики
- Максимальная скорость: 3187 км/ч (на высоте)
- Крейсерская скорость: М=3,0
- Скорость сваливания: 219 км/ч
- Практическая дальность:  
  - типовая миссия: 5499 км
  - миссия по проекту: 6901 км
- Практический потолок: 23 012 м
- Скороподъёмность: 139,45 м/с
- Время набора высоты: 6096 м за 3,57 мин.
- Нагрузка на крыло: 403,8 кг/м²
- Тяговооружённость: 0,229 / 0,322 (на максимале / с форсажем)
- Скорость отрыва: 377 км/ч
- Длина разбега: 2255 м
- Посадочная скорость: 296 км/ч
- Длина пробега: 1945 м / 1350 м (без/с тормозным парашютом)
- Аэродинамическое качество: ~6 при М=2[11]

Вооружение
- Боевая нагрузка: 29 480 кг (до 14 ядерных бомб свободного падения в бомбоотсеке)